# Ritratto di Bonifacio Agliardi
Il ritratto di Bonifacio Agliardi  e il ritratto di Angelica Agliardi de' Nicolinis, moglie dell'Agliardi, sono due pitture olio su tela realizzate da Giovan Battista Moroni conservate presso il museo Condé di Chantilly.

## Storia
Le due tele raffiguranti i coniugi Bonifacio Agliardi e Angelica Agliardi de' Nicolinis, provengono dalla collezione privata di Leopoldo di Borbone-Due Sicilie, principe di Salerno, inserite in un gruppo di 62 opere tra i centosessanta dipinti che componevano la collezione di differenti origini presenti nel 1830, nelle due sale del Museo reale Borbonico e che erano di varia provenienza, alcune facevano parte di eredità, altre erano stati acquistate.
Secondo lo studio dello storico Simone Facchinetti, i due dipinti fecero parte della mostra del 1799 a Bergamo indicati come “Ritratto di Donna” e “Simile da uomo”, venendo successivamente registrati nel 1802 a Roma tra quelli venduti dai mercanti Vitali e Fidanza come indicato nella corrispondenza del 12 marzo del medesimo anno di Domenico Venuti, personaggio a servizio di Ferdinando IV di Borbone, che descrive: «Due stupendi ritratti del Morone», venendo poi acquistati l'anno successivo e registrati nell'elenco delle opere presenti il 2 marzo presso la pinacoteca di Palazzo Farnese: «Moroni o Morillo 30, 31. Due ritratti compagni d'Uomo l'uno di Donna l'altro Belli Originali» Le due tele furono esposte nel museo di Napoli con il titolo: “31–Ritratto di uomo” e “32–Ritratto di donna”.
Viene citato in un primo elenco da Stanislao d'Aloë, uno solo dei due dipinti del Moroni definito tra i migliori della collezione. Alla morte di Leopoldo il 10 marzo 1851, venne annunciata la vendita e il permesso di esposizione. Interessato all'acquisto fu Enrico d'Orléans, duca di Aumale che aveva sposato la principessa Maria Carolina Augusta di Borbone-Due Sicilie nel 1844, che non volle che i due quadri venissero divisi disperdendosi. Dopo molte trattative, nel 1854 al prezzo di 100.000 ducati i quadri furono acquistati dal duca di Aumale e inviati a Londra dove si era rifugiato causa la Rivoluzione francese Di tutta la collezione il duca ne trattenne 75 alienando gli altri, tra quelli che rimasero nella sua proprietà figurano i ritratti dei coniugi Agliardi. Tornato in Francia fece costruire a Chantilly un castello dove poter esporre le opere, castello che donò nel 1884 al Institut de France.

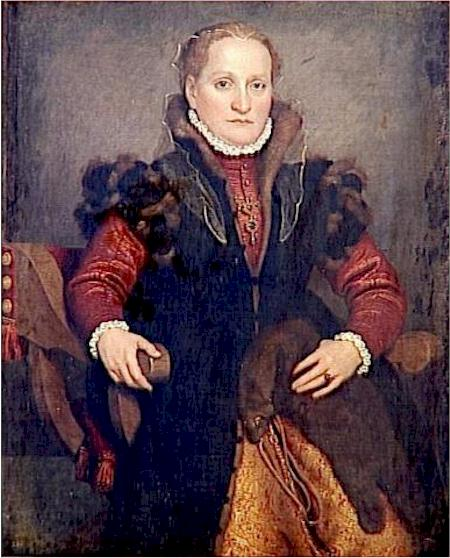
Angelica Agliardi de' Nicoloinis

Secondo lo studio della critica Geltrude Lendorff nel 1933 i dipinti sarebbero stati eseguiti intorno al 1566, in piena maturità dell'artista: 
(Geltrude Gelforff 1936)
La data sarebbe stata confermata dalla Gregori, considerando lo stile delle acconciature e dell'abbigliamento.
La famiglia Agliardi conserva due copie delle tele che si presentano molto fedeli agli originali, dando conferma di chi possero i soggetti raffigurati, dalle scritte si identifica Bonifacio Agliardi figlio di Antonio, che fu un personaggio di rilievo di Bergamo. Nel 1510 fu provveditore per la tutela e la difesa della città. Durante l'occupazione di un esercito tedesco fu tra gli accompagnatori a condurlo fuori dal confine verso il ducato di Milano e fu incaricato a recarsi a Venezia per chiedere di limitare i danni derivanti dalla costruzione delle mura venete La copia del ritratto dell'Agliardi presenta la scritta sul margine inferiore: «MAG. COMES CONIFACIVS EQVES CONST.NVS EX PRIVILEGIO MAXIMILIANI II IMPERTORIS», mentre la copia del ritratto femminile, di misura leggermente più grande dell'originale, presenta nella parte inferiore la dicitura: «MAG. DNA ANGELICA DE MICOLINIS VXOR COM. BONIFATTI 1569» La data conferma la realizzazione successiva delle due copie rispetto l'originale.

## Descrizione
I due dipinti hanno le medesime misure e hanno seguito entrambi la medesima storia anche di restauro. Bonifacio Agliardi è raffigurato in abiti di velluto, con un grande mandello foderato di pellccia. Al petto porta una medaglia con raffigurato il Leone alato simbolo di Venezia e la croce dei cavalieri costantiniani.
Angelica è raffigurata seduta su di una dantesca rivolta verso il pittore con cui sembra interloquire. Indossa una sopraveste foderata di pelliccia, descritta da Cesare Vecellio Per la vernata. In mano tiene uno zibellino che lascia cadere sulla gonna, e al petto è ornata da un gioiello. Un leggero velo trasparente le copre il capo e cade sulle spalle, questo accessorio era d'uso nella nobili di Verona e Brescia, la veste molto accollata quasi monacale, sarebbe d'uso sempre in ambito lombardo-veneto, l'artista sembra voler raffigurare l'austerità morale e le virtù domestiche concepite per idealizzare la figura femminile. Il bianco della gorgiera e dei polsini illuminano il soggetto, che è posto in una fondo anonimo dalle sfumature del marrone e grigio.
Le due copie conservate in casa Agliardi a Bergamo hanno misure di 105x81 per il Bonifacio che sembra stato ampliato concedendo la raffigurazione dell'intera mano, e presenta la scritta ILL.MUS COM. ED. AEQU. CONST.US BONIFACIU EX PRIVIL° MAXIMILIANI II. ROM. IMP.IS COM. PALATINUS, mentre la Angelica 104x81 sembra sia stata imgrandita per l'alto. Questa presenta la data 1569, data della sua morte.
Alcuni particolari delle tele indicherebbero la datazione intorno al 1564-1565. Sicuramente molto vicino alla realizzazione del Ritratto di Antonio Navagero del 1565. La disposizione frontale del soggetto femminile è collegabile con il Ritratto virile del 1561, mentre il tratto dell'Agliardi si riconduce al Ritratto di Giovanni Bressani datato 1562; il suo abbigliamento è molto simile al cavaliere conservato a Londra alla National Gallery.